# Ordinary Decent Criminal
Ordinary Decent Criminal er en krimi/komediefilm fra 2000, instrueret af Thaddeus O'Sullivan og skrevet af Gerard Stembridge. Filmen er løst baseret på historien om Martin Cahill, en berømt irsk kriminel boss. Hovedrollen spilles af Kevin Spacey og i filmen optræder Colin Farrell med en af sine første roller.

## Handling
Michael Lynch er en af Dublins mest berygtede forbrydere. Han har to koner, Christine og Lisa (de er også søstre), såvel som mange børn. Når han ikke bruger tid sammen med sin familie, planlægger han kup med sin bande. Hans handlinger gør ham til en ikonisk figur, og han har en rapport med offentligheden på trods af sine forbrydelser.
Under hans udarbejde kup, koncentrerer han sig på showmanship så meget som en forbrydelse i sig selv. Han trækker ned af en dristig kunst tyveri, tyveri flere uvurderlige malerier fra Dublin's bedste kunstgalleri, at give myndighederne slip. Politiet bliver mere fast besluttet på at fange ham som tiden går, i særdeleshed Noel Quigley, en betjent, hvis ambitionen om at fange Lynch bliver en besættelse. Hans handlinger også vinde IRE af IRA.
Lynch befinder sig i vanskeligheder, da han ikke er i stand til at sælge et stjålet Caravaggio maleri, der giver Quigley den mulighed, han ventede for at prøve og fange ham. Lynch er tvunget til at gå på flugt med sin popularitet med det offentlige på spil.

## Medvirkende
- Kevin Spacey – Michael Lynch
- Linda Fiorentino – Christine Lynch
- Peter Mullan — Stevie
- Stephen Dillane – Noel Quigley
- Helen Baxendale – Lisa
- David Hayman – Tony Brady
- Patrick Malahide – Commissioner Daly
- Gerard McSorley – Harrison
- David Kelly – Fr Grogan
- Gary Lydon – Tom Rooney
- Paul Ronan – Billy Lynch
- Colin Farrell – Alec
- Vincent Regan – Shay Kirby
- Tim Loane – Jerome Higgins
- Christoph Waltz – Peter

## Modtagelse
Rotten Tomatoes gav filmen 13% baseret på 8 anmeldelser.

## Musik

### Soundtrack
1. One Day At A Time – Damon Albarn And Robert Del Naja
2. Kevin On A Motorbike – Damon Albarn
3. Superfinger – Lowfinger
4. Motor Of Pearl – Bryan Ferry
5. I Want You-Shack
6. Gopher Mambo – Yma Sumac
7. Chase After Gallery – Damon Albarn
8. Eurodisco – Bis
9. Bank Job – Damon Albarn
10. Dying Isn't Easy – Damon Albarn